# Kanadatrut
Kanadatrut (Larus smithsonianus) är en nordamerikansk fågelart i familjen måsfåglar inom ordningen vadarfåglar.

## Utseende
Kanadatruten är mycket lik den europeiska gråtruten och ansågs fram tills nyligen utgöra en och samma art. Adulta fåglar är ofta väldigt svåra att skilja från gråtruten, med likartad grå mantel, rosa färg på benen och likartad storlek. Ungfåglar avviker dock tydligt med sin mörkare dräkt och helsvart stjärt. Huvudet och sidan av kroppen är enfärgat mörkbruna och inte streckade som hos ung gråtrut. Lätena är lika gråtrutens, men snabbare och ljusare.

## Utbredning och systematik
Kanadatrut förekommer i Nordamerika från centrala Alaska till Newfoundland och Stora sjöarna. Den är en mycket sällsynt gäst i Europa, med fynd från Norge, Danmark, Frankrike, Storbritannien, Irland, Spanien, Portugal, Nederländerna och Polen.
Tidigare betraktades den som underart till gråtrut. Genetiska studier visar att den trots sin likhet med gråtruten står närmare andra sibiriska och nordamerikanska trutarter, liksom silltrut och kaspisk trut.

## Status och hot
Arten har ett stort utbredningsområde och en stor population, men tros minska i antal, dock inte tillräckligt kraftigt för att den ska betraktas som hotad. IUCN kategoriserar därför arten som livskraftig (LC). Världspopulationen uppskattas till 430.000-520.000 individer. Notera dock att IUCN inkluderar vegatrut och mongoltrut i bedömningen.

## Namn
Fågelns vetenskapliga artnamn hedrar James Smithson (tidigare känd som James Louis Macie) (1765-1829), mineralolog, kemist och filosof som lämnade över £100.000 i sitt testamente till USA för grundandet av en institution för kunskapsspridning och kunskapsutveckling. Smithsonian Institution invigdes 1846. Arten kallas även på svenska amerikansk gråtrut.